# Billie Jean King Cup
Billie Jean King Cup (česky: Pohár Billie Jean Kingové) je ženská týmová soutěž v tenise, založená k 50. výročí vzniku Mezinárodní tenisové federace, která ji organizuje. V září 2020 byla pojmenována po americké tenistce Billie Jean Kingové, bojovnici za rovnost pohlaví a sociální spravedlnost. Mezi roky 1963–1994 se konala jako Pohár federace (Federation Cup) a v letech 1995–2020 nesla název Fed Cup. Jedná se o největší mezinárodní týmovou soutěž v ženském světovém sportu, hranou v podobě světového poháru v tenise (The World Cup of Tennis). Generálním partnerem se pro období 2023–2027 stala americká pojišťovací agentura Gainbridge, která na této pozici nahradila bankovní dům BNP Paribas.
Premiérový ročník se uskutečnil v roce 1963. Trofej získalo celkem třináct výběrů. Nejvícekrát triumfovaly Spojené státy americké, které vyhrály 18 ročníků a 11krát odešly jako poražený finalista. Od dubna do listopadu 2025 probíhá 62. ročník, do nějž se přihlásilo rekordních  146 družstev. Obhájcem trofeje je Itálie, která ve finále předchozího ročníku  porazila Slovensko.  O čtyři dny později triumfovali v Davis Cupu 2024 italští muži. Itálie se tak stala pátým státem, který ovládl Davis Cup i Billie Jean King Cup v jediném kalendářním roce.
Kvalifikační kolo a světová baráž získaly v roce 2025 skupinový charakter. Vítězové šesti kvalifikačních skupin po třech výběrech postupují do osmičlenného finálového turnaje hraného vyřazovacím systémem. Na zbylé celky z kvalifikace čeká baráž s týmy z 1. skupin kontinentálních zón. Vítězové sedmi barážových skupin po třech celcích postupují do kvalifikačního kola následujícího ročníku. Všechny mezistátní zápasy se konají jediný den do dvou vítězných bodů, s dvěma dvouhrami a závěrečnou čtyřhrou. Sady utkání za stavu gamů 6–6 uzavírá sedmibodový tiebreak. Tenistky nezískávají do žebříčku WTA žádné body.
Mužskou obdobou je týmová soutěž Davis Cup, jejíž první ročník proběhl v roce 1900. Od roku 2023 se hraje i smíšená soutěž United Cup, která nahradila mužský ATP Cup a společnou účastí mužů a žen navázala na Hopmanův pohár. Dívky v kategorii do 16 let se účastní juniorského Billie Jean King Cupu. Spojené státy, Austrálie, Česká republika, ruský tým pod hlavičkou Ruské tenisové federace a Itálie vyhrály Billie Jean King Cup a Davis Cup v jednom kalendářním roce. Jediné Česko pak v sezóně 2012 přidalo i triumf na Hopman Cupu.

## Historie

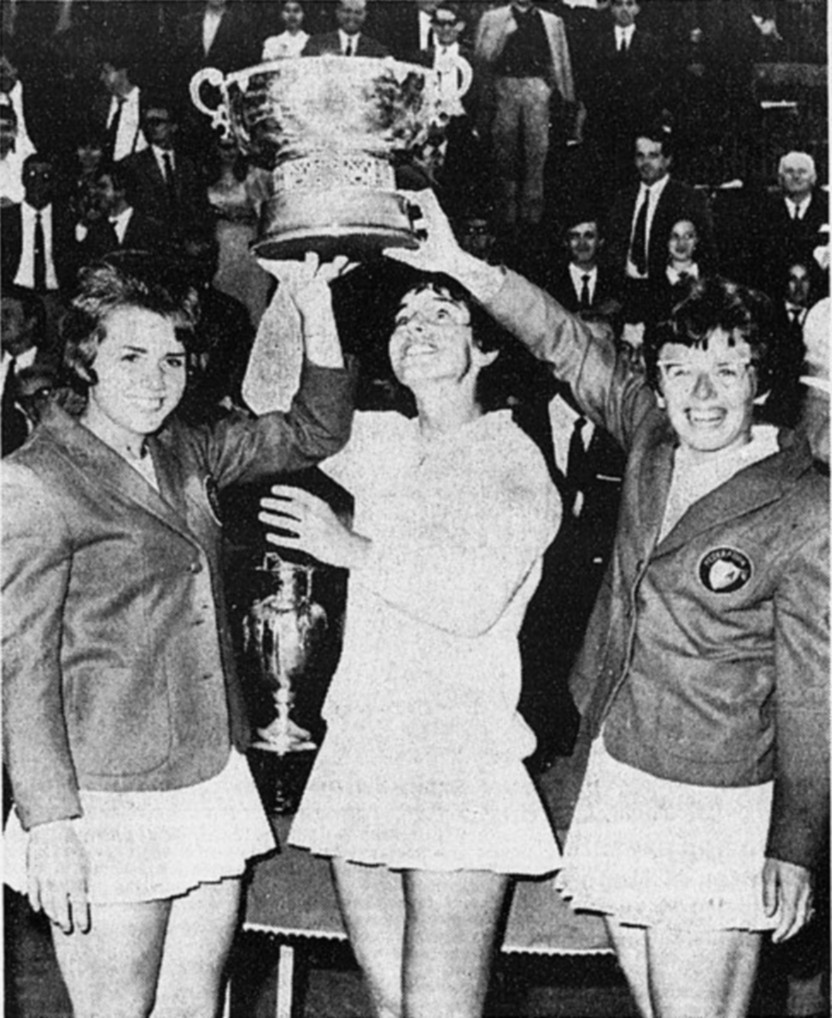
Američanky Caldwellová Graebnerová, Heldmanová a Jean Kingová (zleva) po zisku druhého titulu v roce 1966

Historie Billie Jean King Cupu sahá do roku 1963, kdy byla k 50. výročí založení Mezinárodní tenisové federace (ITF) uvedena soutěž, jež měla být obdobou mužského Davis Cupu. Založení tehdy ještě Federation Cupu (Poháru federace) odráželo vzrůstající popularitu ženského tenisu a s tím související poptávku po podobném typu soutěže.
V roce 1995 došlo ke změně názvu na Fed Cup a nově se také začala pořádat utkání světových skupin systémem domácí–hosté, kdy se nadále nehrálo na předem vybraném, často neutrálním hřišti. V soutěži startovaly tenistky z čela žebříčku jako Billie Jean Kingová, Chris Evertová, Virginia Wadeová, Martina Navrátilová nebo Steffi Grafová. V roce 2000 se do poháru zapojilo 100 zemí celého světa.
V roce 2012 proběhl jubilejní 50. ročník. V listopadovém finále Světové skupiny se v pražské O2 areně střetly obhájce titulu Česká republika a Srbsko. Český tým vyhrál 3:1 na zápasy a získal sedmý titul.
Pouze Margaret Courtová, Chris Evertová a Billie Jean Kingová vyhrály soutěž jako aktivní hráčky i jako nehrající kapitánky týmu. Petr Pála dosáhl v roce 2016 jako první nehrající kapitán na pět titulů.
V roce 2019 se mohlo poprvé součástí družstva stát pět hráček a premiérově byl zaveden tiebreak za stavu her 6–6 ve třetí, rozhodující sadě. Finanční odměny šestnácti týmům při posledním ročníku ve formátu dvou světových skupin dosáhly výše 7,5 milionů dolarů, což znamenalo téměř zdvojnásobení z částky 3,7 milionů dolarů v roce 2018.

### Billie Jean King Cup
V září 2020 byl Fed Cup přejmenován na Billie Jean King Cup na počest americké tenistky Billie Jean Kingové, která se stala bojovnicí za rovnost pohlaví a sociální spravedlnost, rovněž tak stála u založení Ženské tenisové asociace. Kingová, s rekordním počtem 10 trofejí získaných v roli hráčky a kapitánky amerického týmu, byla již v roce 2019 jmenována první globální ambasadorkou soutěže. Změněn byl také barevný design z růžové na modrou. Billie Jean King Cup představuje první celosvětovou soutěž ženských družstev, která získala jméno po ženě. V roce 2023 Kingová získala vlastnický podíl v soutěži.

### Vývoj herního formátu
Významné změny struktury vstoupily v účinnost roku 1995, se změnou názvu soutěže. Z šestnáctičlenné světové skupiny bylo vyčleněno osm týmů, které vytvořily druhou světovou skupinu. K oběma nově osmičlenným úrovním byly zavedeny baráže. Transformoval se i model pořadatelství, když v prvních dvou skupinách zaniklo konání v jednom datu a dějišti. Namísto toho se zápasy odehrávaly na místě jednoho ze vzájemných soupeřů, se střídáním domácího družstva. 

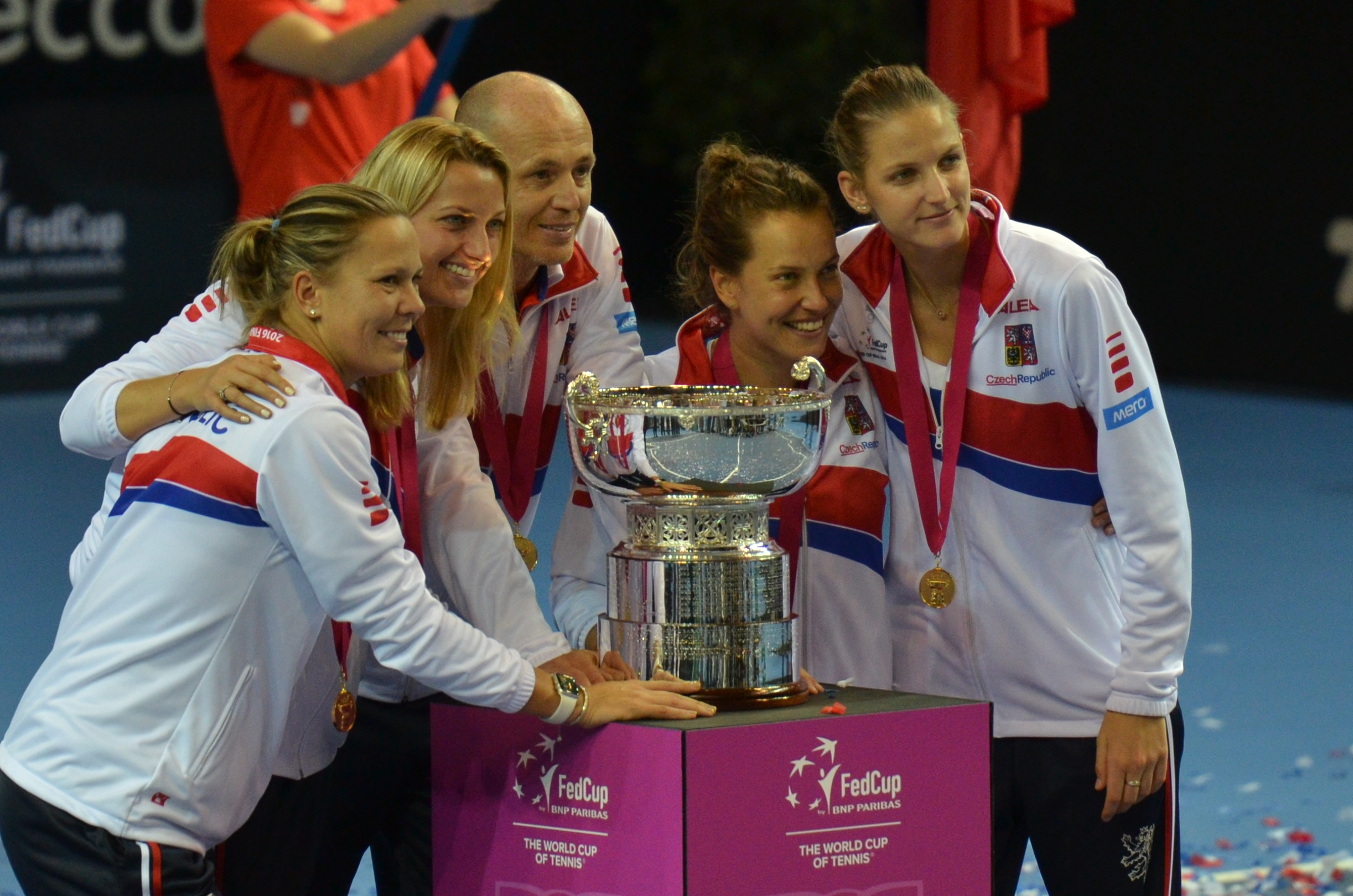
Český tým s desátým pohárem po finálové výhře v roce 2016

V roce 2000 došlo opět ke sloučení v jedinou světovou skupinu o třinácti zemích s finálovou fází v jediném areálu. Následující ročník měla světová skupina dva čtyřčlenné bloky. V sezóně 2002 se vrátil systém pavouka s 16 týmy i pořadatelstvím jednoho z duelistů. Roku 2005 pak byly obnoveny dvě světové skupiny po osmi družstvech. Herní formát do roku 2019 tvořily dvě světové skupiny s barážemi a tři kontinentální zóny s výkonnostními skupinami, když každá z nich byla rozdělena na bloky a závěrečnou baráž.
Od roku 2020 soutěž navázala na změny schématu v Davis Cupu. Dvě světové skupiny byly nahrazeny jednotýdenním finálovým turnajem na neutrální půdě v dubnovém termínu. V roce 2021 proběhlo první takové finále v Praze.  Do roku 2024 se finálové události účastnilo dvanáct týmů, z nichž osm do něj postoupilo z kvalifikačního kola, které v letech 2022 a 2023 čítalo osmnáct a v ročníku 2024 šestnáct účastníků. Poražení z kvalifikace hráli baráž. Zbylá čtyři místa pro finále byla přidělena dvěma finalistům předchozího ročníku, týmu na divokou kartu a hostitelské zemi.

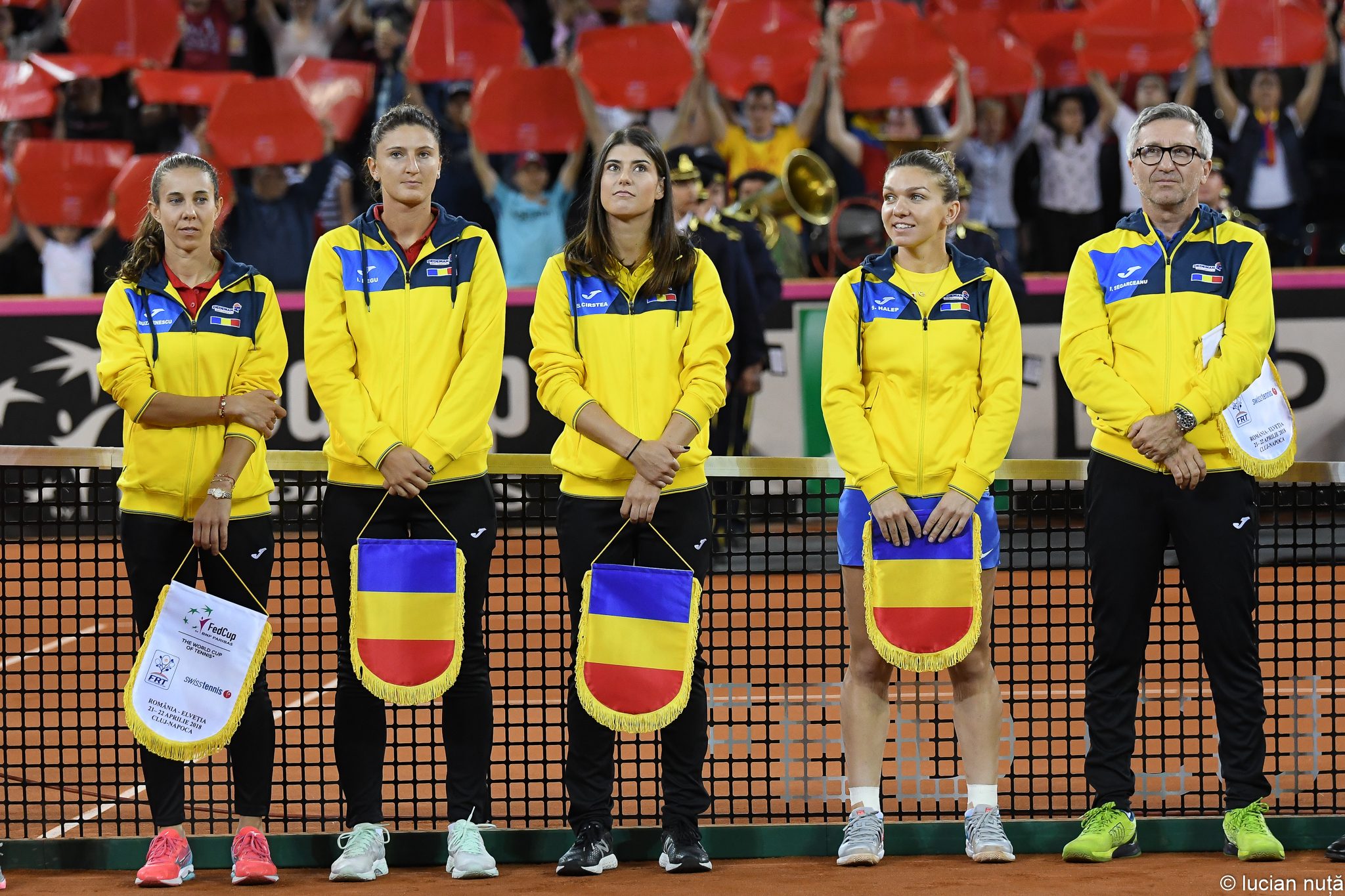
Rumunsko ve světové baráži 2018 proti Švýcarsku: Buzărnescuová, Beguová, Cîrsteaová, Halepová a kapitán Segărceanu

V ročníku 2025 získaly kvalifikační kolo se světovou baráží skupinový charakter, s návratem zápasů dvojic mezi domácím a hostujícím celkem v roce 2026. Kvalifikační kolo zahrnuje šest tříčlenných skupin a baráž sedm takových skupin, vždy s jedním hostitelským celkem v rámci účastníků každé skupiny. Šest vítězů kvalifikační fáze postupuje do zářijového finále, v letech 2025–2027 pořádaném v Šen-čenu. Počet finalistů byl snížen z dvanácti na osm, s garancí účasti pro obhájce trofeje a pořadatelskou zemi. Redukce finálových celků následovala formát finále mužského Davis Cupu, který se podle organizátorů z Mezinárodní tenisové federace osvědčil. Na druhé a třetí celky z kvalifikace čeká listopadová světová baráž, čítající dvacet jedna účastníků, když je doplněna o nejlepší týmy z 1. skupin kontinentálních zón. Vítězové barážových skupin postupují do kvalifikačního kola následujícího ročníku.
Čtyři kontinentální zóny – americká, asijsko-oceánská, evropská a africká, jsou rozděleny do čtyř výkonnostních skupin. První i druhá skupina evropské a africké zóny byly vždy spojeny do odpovídající jediné euroafrické skupiny. Jednotlivé skupiny zón jsou rozděleny do základních bloků různé velikosti podle počtu účastníků. Po dohrání bloků se týmy, na základě umístění, střetávají s celky ze sousedního bloku v baráži o postup a sestup. Konkrétní turnaje ve skupinách trvají jeden týden a konají se v jediném dějišti.
Mezistátní utkání kvalifikačního kola a baráže probíhaly do roku 2024 do tří vítězných bodů v rámci dvou dnů, se čtyřmi dvouhrami a závěrečným deblem. Všechny ostatní mezistátní duely pak jediný den do dvou vítězných bodů, s dvěma dvouhrami a závěrečnou čtyřhrou. V ročníku 2025 již všechny mezistátní zápasy přešly na formát do dvou vítězných bodů s třemi zápasy. Sady všech utkání za stavu gamů 6–6 uzavírá sedmibodový tiebreak.
| Billie Jean King Cup | Billie Jean King Cup                             | Billie Jean King Cup                             | Billie Jean King Cup                             | Billie Jean King Cup                             |
| -------------------- | ------------------------------------------------ | ------------------------------------------------ | ------------------------------------------------ | ------------------------------------------------ |
| 1.                   | Finále 8 týmů                                    | Finále 8 týmů                                    | Finále 8 týmů                                    | Finále 8 týmů                                    |
| 2.                   | Kvalifikační kolo 6 tříčlenných skupin (18 týmů) | Kvalifikační kolo 6 tříčlenných skupin (18 týmů) | Kvalifikační kolo 6 tříčlenných skupin (18 týmů) | Kvalifikační kolo 6 tříčlenných skupin (18 týmů) |
|                      | Baráž 7 tříčlenných skupin (21 týmů)             |                                                  |                                                  |                                                  |
|                      | Americká zóna                                    | Zóna Asie a Oceánie                              | Zóna Evropy                                      | Zóna Afriky                                      |
| 3.                   | 1. skupina                                       | 1. skupina                                       | 1. evropsko-africká skupina                      | 1. evropsko-africká skupina                      |
| 4.                   | 2. skupina                                       | 2. skupina                                       | 2. evropsko-africká skupina                      | 2. evropsko-africká skupina                      |
| 5.                   | 3. skupina                                       | 3. skupina                                       | 3. evropská skupina                              | 3. africká skupina                               |
| 6.                   |                                                  |                                                  |                                                  | 4. africká skupina                               |

## Přehled finále
| Rok  | vítěz           | výsledek | finalista          | dějiště (povrch)                                | místo konání                    |
| ---- | --------------- | -------- | ------------------ | ----------------------------------------------- | ------------------------------- |
| 1963 | Spojené státy   | 2–1      | Austrálie          | Queen's Club (tráva)                            | Londýn, Velká Británie          |
| 1964 | Austrálie       | 2–1      | Spojené státy      | Germantown Cricket Club (tráva)                 | Filadelfie, Spojené státy       |
| 1965 | Austrálie       | 2–1      | Spojené státy      | Kooyong Club (tráva)                            | Melbourne, Austrálie            |
| 1966 | Spojené státy   | 3–0      | Západní Německo    | Turin Press Sporting Club (antuka)              | Turín, Itálie                   |
| 1967 | Spojené státy   | 2–0      | Velká Británie     | Blau-Weiss T.C. (antuka)                        | Západní Berlín, Západní Německo |
| 1968 | Austrálie       | 3–0      | Nizozemsko         | Stade Roland-Garros (antuka)                    | Paříž, Francie                  |
| 1969 | Spojené státy   | 2–1      | Austrálie          | Athens Tennis Club (antuka)                     | Athény, Řecko                   |
| 1970 | Austrálie       | 3–0      | Západní Německo    | Freiburg T.C. (antuka)                          | Freiburg, Západní Německo       |
| 1971 | Austrálie       | 3–0      | Velká Británie     | Royal King's Park T.C. (tráva)                  | Perth, Austrálie                |
| 1972 | Jižní Afrika    | 2–1      | Velká Británie     | Ellis Park (tvrdý)                              | Johannesburg, Jižní Afrika      |
| 1973 | Austrálie       | 3–0      | Jižní Afrika       | Bad Homburg T.C. (antuka)                       | Bad Homburg, Západní Německo    |
| 1974 | Austrálie       | 2–1      | Spojené státy      | Naples T.C. (antuka)                            | Neapol, Itálie                  |
| 1975 | Československo  | 3–0      | Austrálie          | Aixoise C.C. (antuka)                           | Aix-en-Provence, Francie        |
| 1976 | Spojené státy   | 2–1      | Austrálie          | The Spectrum (koberec, hala)                    | Filadelfie, Spojené státy       |
| 1977 | Spojené státy   | 2–1      | Austrálie          | Devonshire Park (tráva)                         | Eastbourne, Velká Británie      |
| 1978 | Spojené státy   | 2–1      | Austrálie          | Kooyong Club (tráva)                            | Melbourne, Austrálie            |
| 1979 | Spojené státy   | 3–0      | Austrálie          | RSHE Club Campo (antuka)                        | Madrid, Španělsko               |
| 1980 | Spojené státy   | 3–0      | Austrálie          | Rot-Weiss Tennis Club (antuka)                  | Západní Berlín                  |
| 1981 | Spojené státy   | 3–0      | Velká Británie     | Tamagawa-en Racquet Club (antuka)               | Tokio, Japonsko                 |
| 1982 | Spojené státy   | 3–0      | Západní Německo    | Decathlon Club (tvrdý)                          | Santa Clara, Spojené státy      |
| 1983 | Československo  | 2–1      | Západní Německo    | Albisguetli T.C. (antuka)                       | Curych, Švýcarsko               |
| 1984 | Československo  | 2–1      | Austrálie          | Pinheiros Sports Club (antuka)                  | São Paulo, Brazílie             |
| 1985 | Československo  | 2–1      | Spojené státy      | Nagoya Green T.C. (tvrdý)                       | Nagoja, Japonsko                |
| 1986 | Spojené státy   | 3–0      | Československo     | Štvanice (antuka)                               | Praha, Československo           |
| 1987 | Západní Německo | 2–1      | Spojené státy      | Hollyburn C.C. (tvrdý)                          | Vancouver, Kanada               |
| 1988 | Československo  | 2–1      | Sovětský svaz      | Flinders Park (tvrdý)                           | Melbourne, Austrálie            |
| 1989 | Spojené státy   | 3–0      | Španělsko          | Ariake Forest Park Centre (tvrdý)               | Tokio, Japonsko                 |
| 1990 | Spojené státy   | 2–1      | Sovětský svaz      | Peachtree W.O.T. (tvrdý)                        | Atlanta, Spojené státy          |
| 1991 | Španělsko       | 2–1      | Spojené státy      | Nottingham Tennis Centre (tvrdý)                | Nottingham, Velká Británie      |
| 1992 | Německo         | 2–1      | Španělsko          | Waldstadion T.C. (antuka)                       | Frankfurt, Německo              |
| 1993 | Španělsko       | 3–0      | Austrálie          | Waldstadion T.C. (antuka)                       | Frankfurt, Německo              |
| 1994 | Španělsko       | 3–0      | Spojené státy      | Waldstadion T.C. (antuka)                       | Frankfurt, Německo              |
| 1995 | Španělsko       | 3–2      | Spojené státy      | Valencia T.C. (antuka)                          | Valencie, Španělsko             |
| 1996 | Spojené státy   | 5–0      | Španělsko          | Atlantic City Convention Center (koberec, hala) | Atlantic City, Spojené státy    |
| 1997 | Francie         | 4–1      | Nizozemsko         | Brabant Hall (koberec, hala)                    | 's-Hertogenbosch, Nizozemsko    |
| 1998 | Španělsko       | 3–2      | Švýcarsko          | Palexpo (tvrdý, hala)                           | Ženeva, Švýcarsko               |
| 1999 | Spojené státy   | 4–1      | Rusko              | Taube Tennis Stadium (tvrdý)                    | Stanford, Spojené státy         |
| 2000 | Spojené státy   | 5–0      | Španělsko          | Mandalay Bay Events Center (koberec, hala)      | Las Vegas, Spojené státy        |
| 2001 | Belgie          | 2–1      | Rusko              | Parque Ferial Juan Carlos I (antuka, hala)      | Madrid, Španělsko               |
| 2002 | Slovensko       | 3–1      | Španělsko          | Palacio de Congresos (tvrdý, hala)              | Gran Canaria, Španělsko         |
| 2003 | Francie         | 4–1      | Spojené státy      | Olympijský stadion (koberec, hala)              | Moskva, Rusko                   |
| 2004 | Rusko           | 3–2      | Francie            | Ledový palác Krylatskoje (koberec, hala)        | Moskva, Rusko                   |
| 2005 | Rusko           | 3–2      | Francie            | Court Philippe-Chatrier (antuka)                | Paříž, Francie                  |
| 2006 | Itálie          | 3–2      | Belgie             | Spiroudome (tvrdý, hala)                        | Charleroi, Belgie               |
| 2007 | Rusko           | 4–0      | Itálie             | Lužniki (tvrdý, hala)                           | Moskva, Rusko                   |
| 2008 | Rusko           | 4–0      | Španělsko          | Club de Campo Villa de Madrid (antuka)          | Madrid, Španělsko               |
| 2009 | Itálie          | 4–0      | Spojené státy      | Circolo del Tennis (antuka)                     | Reggio di Calabria, Itálie      |
| 2010 | Itálie          | 3–1      | Spojené státy      | San Diego Sports Arena (tvrdý, hala)            | San Diego, Spojené státy        |
| 2011 | Česko           | 3–2      | Rusko              | Olympijský stadion (tvrdý, hala)                | Moskva, Rusko                   |
| 2012 | Česko           | 3–1      | Srbsko             | O2 arena (tvrdý, hala)                          | Praha, Česko                    |
| 2013 | Itálie          | 4–0      | Rusko              | Tennis Club Cagliari (antuka)                   | Cagliari, Itálie                |
| 2014 | Česko           | 3–1      | Německo            | O2 arena (tvrdý, hala)                          | Praha, Česko                    |
| 2015 | Česko           | 3–2      | Rusko              | O2 arena (tvrdý, hala)                          | Praha, Česko                    |
| 2016 | Česko           | 3–2      | Francie            | Rhénus Sport (tvrdý, hala)                      | Štrasburk, Francie              |
| 2017 | Spojené státy   | 3–2      | Bělorusko          | Čižovka-Arena (tvrdý, hala)                     | Minsk, Bělorusko                |
| 2018 | Česko           | 3–0      | Spojené státy (12) | O2 arena (tvrdý, hala)                          | Praha, Česko                    |
| 2019 | Francie         | 3–2      | Austrálie          | RAC Arena (tvrdý)                               | Perth, Austrálie                |
| 2021 | RTF             | 2–0      | Švýcarsko          | O2 arena (tvrdý, hala)                          | Praha, Česko                    |
| 2022 | Švýcarsko       | 2–0      | Austrálie          | Emirates Arena (tvrdý, hala)                    | Glasgow, Velká Británie         |
| 2023 | Kanada          | 2–0      | Itálie             | Estadio La Cartuja (tvrdý, hala)                | Sevilla, Španělsko              |
| 2024 | Itálie          | 2–0      | Slovensko          | Martin Carpena Arena (tvrdý, hala)              | Malaga, Španělsko               |
| 2025 |                 |          |                    | Shenzhen Bay Sports Centre (tvrdý, hala)        | Šen-čen, Čína                   |

- Češka Petra Kvitová ve světovém finále 2011 proti Rusku
- Američanka Serena Williamsová ve světové baráži 2012 proti Ukrajině
- Rumunka Simona Halepová ve světové baráži 2018 proti Švýcarsku

## Přehled vítězů a finalistů
| Stát                    | Vítězství | Vítězství                                                                                                 | Finále | Finále                                                                |
| Stát                    | počet     | roky | počet  | roky                                                                  |
| ----------------------- | --------- | --- | ------ | --------------------------------------------------------------------- |
| Spojené státy           | 18        | 1963, 1966, 1967, 1969, 1976, 1977, 1978, 1979, 1980, 1981 1982, 1986, 1989, 1990, 1996, 1999, 2000, 2017 | 12     | 1964, 1965, 1974, 1985, 1987, 1991, 1994, 1995, 2003, 2009 2010, 2018 |
| Československo Česko    | 11        | 1975, 1983, 1984, 1985, 1988 2011, 2012, 2014, 2015, 2016, 2018                                           | 1      | 1986                                                                  |
| Austrálie               | 7         | 1964, 1965, 1968, 1970, 1971, 1973, 1974                                                                  | 12     | 1963, 1969, 1975, 1976, 1977, 1978, 1979, 1980, 1984, 1993 2019, 2022 |
| Sovětský svaz Rusko     | 5         | 2004, 2005, 2007, 2008, 2021                                                                              | 7      | 1988, 1990 1999, 2001, 2011, 2013, 2015                               |
| Španělsko               | 5         | 1991, 1993, 1994, 1995, 1998                                                                              | 6      | 1989, 1992, 1996, 2000, 2002, 2008                                    |
| Itálie                  | 5         | 2006, 2009, 2010, 2013, 2024                                                                              | 2      | 2007, 2023                                                            |
| Francie                 | 3         | 1997, 2003, 2019                                                                                          | 3      | 2004, 2005, 2016                                                      |
| Západní Německo Německo | 2         | 1987 1992                                                                                                 | 5      | 1966, 1970, 1982, 1983 2014                                           |
| Švýcarsko               | 1         | 2022 | 2      | 1998, 2021                                                            |
| Belgie                  | 1         | 2001 | 1      | 2006                                                                  |
| Jižní Afrika            | 1         | 1972 | 1      | 1973                                                                  |
| Slovensko               | 1         | 2002 | 1      | 2024                                                                  |
| Kanada                  | 1         | 2023 | 0      |                                                                       |
| Velká Británie          | 0         | | 4      | 1967, 1971, 1972, 1981                                                |
| Nizozemsko              | 0         | | 2      | 1968, 1997                                                            |
| Bělorusko               | 0         | | 1      | 2017                                                                  |
| Srbsko                  | 0         | | 1      | 2012                                                                  |

Vysvětlivky
1. ↑  V roce 2021 hrálo Rusko s neutrálním statusem pod hlavičkou Ruské tenisové federace.

## Žebříček ITF
| Žebříček ženských týmů ITF | Žebříček ženských týmů ITF | Žebříček ženských týmů ITF | Žebříček ženských týmů ITF |
| Poř.                       | země                       | body                       | změna                      |
| -------------------------- | -------------------------- | -------------------------- | -------------------------- |
| 1.                         | Itálie                     | 1235,00                    | ▬                          |
| 2.                         | Velká Británie             | 1145,00                    | ▲ 5                        |
| 3.                         | Spojené státy              | 1096,25                    | ▲ 6                        |
| 4.                         | Španělsko                  | 1093,75                    | ▲ 6                        |
| 5.                         | Kanada                     | 1033,75                    | ▼ 3                        |
| 6.                         | Kazachstán                 | 1022,50                    | ▲ 6                        |
| 7.                         | Japonsko                   | 996,25                     | ▲ 7                        |
| 8.                         | Polsko                     | 988,75                     | ▼ 2                        |
| 9.                         | Slovensko                  | 975,50                     | ▼ 5                        |
| 10.                        | Česko                      | 985,00                     | ▼ 7                        |

| vydán 14. dubna 2025 | vydán 14. dubna 2025 | vydán 14. dubna 2025 | vydán 14. dubna 2025 |
| Poř.                 | země                 | body                 | změna                |
| -------------------- | -------------------- | -------------------- | -------------------- |
| 11.                  | Ukrajina             | 955,00               | ▲ 8                  |
| 12.                  | Austrálie            | 927,50               | ▼ 7                  |
| 13.                  | Německo              | 806,25               | ▼ 2                  |
| 14.                  | Nizozemsko           | 804,25               | ▲ 3                  |
| 15.                  | Rumunsko             | 776,25               | ▼ 2                  |
| 16.                  | Švýcarsko            | 771,25               | ▼ 8                  |
| 17.                  | Čína                 | 738,75               | ▲ 5                  |
| 18.                  | Belgie               | 680,00               | ▬                    |
| 19.                  | Slovensko            | 678,75               | ▼ 3                  |
| 20.                  | Mexiko               | 673,75               | ▲ 1                  |

### Týmy na 1. místě žebříčku ITF
Na 1. místě žebříčku ITF od jeho zavedení v listopadu 2002 se vystřídalo osm týmů.
| 1.                             | Slovensko   | 4. listopadu 2002  | 23. listopadu 2003 |
| 2.                             | Francie     | 24. listopadu 2003 | 18. září 2005      |
| 3.                             | Rusko       | 19. září 2005      | 8. listopadu 2009  |
| 4.                             | Itálie      | 9. listopadu 2009  | 22. dubna 2012     |
| 5.                             | Česko       | 23. dubna 2012     | 3. listopadu 2013  |
| —                              | Itálie (2)  | 4. listopadu 2013  | 20. dubna 2014     |
| —                              | Česko (2)   | 21. dubna 2014     | 10. listopadu 2019 |
| —                              | Francie (2) | 11. listopadu 2019 | 8. listopadu 2021  |
| 6.                             | Austrálie   | 8. listopadu 2021  | 16. dubna 2023     |
| 7.                             | Švýcarsko   | 17. dubna 2023     | 12. listopadu 2023 |
| 8.                             | Kanada      | 13. listopadu 2023 | 2. prosince 2024   |
| —                              | Itálie (3)  | 3. prosince 2024   | úřadující          |
| Aktualizováno 11. června 2025. |             |                    |                    |

### Systém přidělování bodů do roku 2019

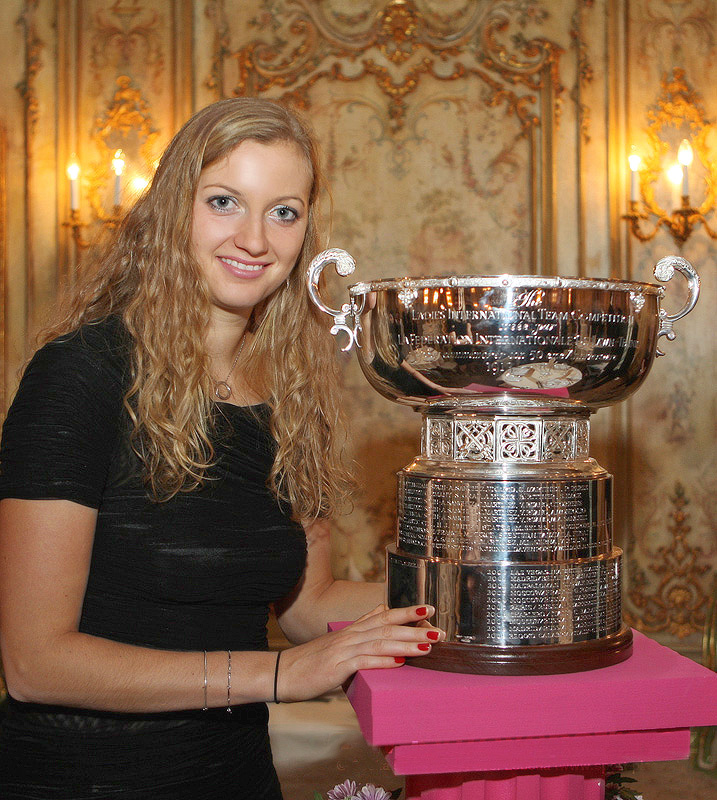
Petra Kvitová s pohárem v Moskvě, 2011

Po každém odehraném kole je žebříček aktualizován.
Body každého týmu ve Fed Cupu byly kumulovány ze čtyř posledních ročníků. Větší váhu měly body získané nověji a naopak váha bodů dosažených dříve se snižovala. V celkové sumě tak měly 100% váhu body získané v posledním, předešlém roce, počítané k datu daného kola. Do součtu pak byly přičteny i body získané před dvěma, třemi a čtyřmi lety k danému datu, a to se sníženou váhou, přičemž platilo, že váha bodů dosažených před 2 lety byla 75 %, před 3 lety 50 % a před 4 lety 25 % z jejich původní hodnoty.
Body byly přidělovány pouze vítězným týmům daného kola soutěže. Vítězové ve světových skupinách byli bodováni štědřeji než v kontinentálních zónách, stejně tak i následná kola měla vzestupnou bodovou gradaci. Bonusové body náležely družstvům, která porazila výše postaveného soupeře, ale pouze tehdy, jestliže byl soupeř umístěn do 75. místa žebříčku. Při volném losu družstvo získalo standardní počet bodů za postup do dalšího kola. Žádné body také nebyly přidělovány z eventuálních turnajů útěchy.
V 1., 2. a 3. skupinách tří kontinentálních zón byly body každého týmu vytvořeny na základě jeho výsledného postavení ve skupině. Suma bodového ohodnocení závisela na počtu týmů, které se daný rok soutěže zúčastnil. Nicméně maximální bodový strop byl v každé skupině neměnný.
| Skupina            | fáze                  | předešlý rok         | – 2 roky             | – 3 roky             | – 4 roky             |
| ------------------ | --------------------- | -------------------- | -------------------- | -------------------- | -------------------- |
| Světová skupina I  | finále                | 8 000                | 6 000                | 4 000                | 2 000                |
| Světová skupina I  | semifinále            | 6 000                | 4 500                | 3 000                | 1 500                |
| Světová skupina I  | čtvrtfinále           | 4 000                | 3 000                | 2 000                | 1 000                |
| Světová skupina I  | baráž                 | 2 000                | 1 500                | 1 000                | 500                  |
| Světová skupina II | 1. kolo               | 1 500                | 1 125                | 750                  | 375                  |
| Světová skupina II | baráž                 | 1 000                | 750                  | 500                  | 250                  |
| 1. skupina zóny    | základní blok a baráž | maximálně 1 000 bodů | maximálně 1 000 bodů | maximálně 1 000 bodů | maximálně 1 000 bodů |
| 2. skupina zóny    | základní blok a baráž | maximálně 400 bodů   | maximálně 400 bodů   | maximálně 400 bodů   | maximálně 400 bodů   |
| 3. skupina zóny    | základní blok a baráž | maximálně 160 bodů   | maximálně 160 bodů   | maximálně 160 bodů   | maximálně 160 bodů   |

| Žebříček soupeře | bonus |
| ---------------- | ----- |
| 1.               | 200   |
| 2.–5.            | 180   |
| 6.–10.           | 150   |
| 11.–20.          | 100   |
| 21.–30.          | 80    |
| 31.–50.          | 50    |
| 51.–75.          | 30    |